# Copa de la Lliga sud-coreana de futbol
La Copa de la Lliga sud-coreana de futbol (o K League Cup, Korean League Cup) és una competició futbolística professional de Corea del Sud.

## Història
La competició es creà el 1992 i ha estat coneguda pel nom del seu patrocinador:
- Copa Adidas (1992~2002), patrocinat per Adidas
- Copa Prospecs (1997), patrocinat per LS Networks Company
- Copa Phillip Morris (1998), patrocinat per Philip Morris
- Copa Daehan Insurance (1999~2000), patrocinat per Hanwha Daehan Life Insurance
- Copa Samsung Hauzen (2004~2008), patrocinat per Samsung Electronics
- Copa Peace Cup Korea (2009), patrocinat pel Comitè Organitzador de la Peace Cup

L'origen de la competició fou el Campionat Professional de Corea del Sud, torneig disputat l'any 1986 i disputat durant l'estiu quan la selecció de futbol de Corea del Sud disputava la Copa del Món de Futbol de 1986 a Mèxic.

## Historial

### Campionat Professional de Corea del Sud
| Any  | Campió           | Finalista     |
| 1986 | Hyundai Horang-i | Daewoo Royals |

### Copa de la Lliga de Corea del Sud
| Any  | Nom                   | Campió                  | Finalista              |
| 1992 | Copa Adidas           | Ilhwa Chunma            | LG Cheetahs            |
| 1993 | Copa Adidas           | POSCO Atoms             | Hyundai Horang-i       |
| 1994 | Copa Adidas           | Yukong Elephants        | LG Cheetahs            |
| 1995 | Copa Adidas           | Hyundai Horang-i        | Ilhwa Chunma           |
| 1996 | Copa Adidas           | Bucheon Yukong          | Pohang Atoms           |
| 1997 | Copa Adidas           | Busan Daewoo Royals     | Chunnam Dragons        |
| 1997 | Copa Prospecs         | Busan Daewoo Royals     | Pohang Steelers        |
| 1998 | Copa Adidas           | Ulsan Hyundai Horang-i  | Bucheon SK             |
| 1998 | Copa Phillip Morris   | Busan Daewoo Royals     | Bucheon SK             |
| 1999 | Copa Adidas           | Suwon Samsung Bluewings | Anyang LG Cheetahs     |
| 1999 | Copa Daehan Insurance | Suwon Samsung Bluewings | Busan Daewoo Royals    |
| 2000 | Copa Adidas           | Suwon Samsung Bluewings | Seongnam Ilhwa Chunma  |
| 2000 | Copa Daehan Insurance | Bucheon SK              | Chunnam Dragons        |
| 2001 | Copa Adidas           | Suwon Samsung Bluewings | Busan Icons            |
| 2002 | Copa Adidas           | Seongnam Ilhwa Chunma   | Ulsan Hyundai Horang-i |
| 2003 | No es disputà         | No es disputà           | No es disputà          |
| 2004 | Copa Samsung Hauzen   | Seongnam Ilhwa Chunma   | Daejeon Citizen        |
| 2005 | Copa Samsung Hauzen   | Suwon Samsung Bluewings | Ulsan Hyundai Horang-i |
| 2006 | Copa Samsung Hauzen   | FC Seoul                | Seongnam Ilhwa Chunma  |
| 2007 | Copa Samsung Hauzen   | Ulsan Hyundai Horang-i  | FC Seoul               |
| 2008 | Copa Samsung Hauzen   | Suwon Samsung Bluewings | Chunnam Dragons        |
| 2009 | Copa Peace Cup        |                         |                        |

*Horang-i significa tigre, Chunma significa pegàs.